# Sokole-Kuźnica (powiat bydgoski)
Sokole-Kuźnica – (niem. Brahrode, Hammermühle) wieś w Polsce, położona w województwie kujawsko-pomorskim, w powiecie bydgoskim, w gminie Koronowo.

## Podział administracyjny
W latach 1975–1998 miejscowość administracyjnie należała do województwa bydgoskiego.

## Demografia
Według danych Urzędu Gminy Koronowo (VI 2024 r.) miejscowość liczyła 82 mieszkańców.